# Sofia de Jesucrist
Sofia de Jesucrist és un llibre apòcrif, gnòstic que forma part del quart tractat del còdex III dels Manuscrits de Nag Hammadi (NH III, 4,90-119).

## Autor, Lloc i data de composició
L'autor semble ser un setita gnòstic. No seria estrany que aquest llibre s'hagués escrit poc després de l'adveniment del cristianisme a Egipte - l'última mitat del segle i. Aquesta possibilitat és recolzada pel to no polèmic del tractat.

## Influencia
La Sofia de Jesucrist està evidentment influïda per l'Epístola d'Eugnostos, les dues trobades a Nag Hammadi en dues còpies diferents. La Sofia de Jesucrist transforma l'Epístola d'Eugnostos en un diàleg amb Jesús.
La noció de tres homes divins en la jerarquia divina semble basar-se en Gènesi 1-3:
- Home immortal = Déu;
- Fill de l'home = Adam;
- Fill de Set = salvador)

A causa de la presència de Set, Eugnostos ha de ser considerat com un escrit setià. Per altra banda, com que no és gnòstic tradicional i manca d'altres elements de la idea setita desenvolupada, pot ser identificat com proto-setita solament. La idea religiosa egípcia també sembla haver influït en la seva imatge de l'esfera celestial. Per tant, el lloc probable del seu origen es Egipte. Una cita molt primitiva senyala que estoics, epicuris i astròlegs són anomenats tots els filòsofs. Aquesta definició hauria estat apropiada en el segle i aC., però no després. Eugnostos i Sofia de Jesucrist poden haver influït en els Setians – Ofites descrits per Sant Ireneu. Alguns han proposat l'influx d'Eugnostos sobre el Valentinisme.

## Contingut
El text es componga de 13 preguntes que fan els deixebles, seguit de breus discursos de Jesús en resposta.
- La primera pregunta es refereix a la vanitat i la futilitat de la recerca de Déu.
- La segona es refereix a la manera de trobar la veritat, però sols per explicar el que no és.
- La tercera es refereix a com la veritat fou revelada als gnòstics en el principi dels temps.
- La quarta es refereix a com s'ha de despertar per veure la veritat.
- La quinta es refereix a com les coses van començar.
- La sexta es refereix a com la humanitat arribar a la gnosis.
- La sèptima es refereix a la posició de Jesús en tot això.
- L'octava es refereix a la identitat de Jesús.
- La novena es refereix a la forma en que l'esperit es connecta amb el material.
- La dècima es refereix al nombre dels esperits.
- L'onzena es refereix a la immortalitat.
- La dotzena es refereix a aquells que no siguin significatius.
- L'última pregunta es refereix al fet que procedien de la humanitat i el que té de tenir fi.